# Amphicar
Amphicar byl obojživelný osobní automobil stejnojmenné německé automobilky vyráběný v letech 1961-1968. Celkem bylo vyrobeno 3878 těchto vozidel.
Zakladatelem malé německé automobilky Amphicar byl Hans Trippel. Ten za 2. světové války zkonstruoval obojživelný vůz pro potřeby Wehrmachtu a po válce se rozhodl své zkušenosti zúročit. První prototyp představil na ženevském autosalonu už v roce 1958. Definitivní podoba vycházela z tohoto prototypu. Sériová výroba začala v roce 1961 a probíhala do roku 1968. Odbyt těchto vozů byl předpokládán v zejména USA.

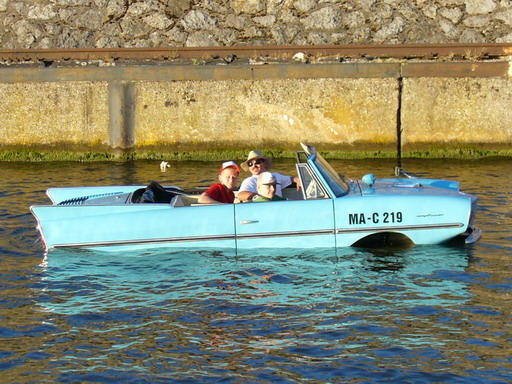
Amphicar na vodě

## Technická data
Motor byl použit z vozu Triumph Herald. Byl umístěn vzadu a poháněl zadní nápravu. Pokud se vůz pohyboval po vodě, byl pohon přenášen na dva lodní šrouby. Automobil nebyl vybaven kormidlem, směr jízdy po vodě ovlivňovalo natočení předních kol. Vozidlo dosahovalo maximální rychlosti 110 km/h na souši a 12 km/h na vodě. Tvar vozu totiž nebyl příliš hydrodynamický. Díky své výšce a 13 palcovým kolům vůz nebyl ani příliš atraktivní.